# Tossut

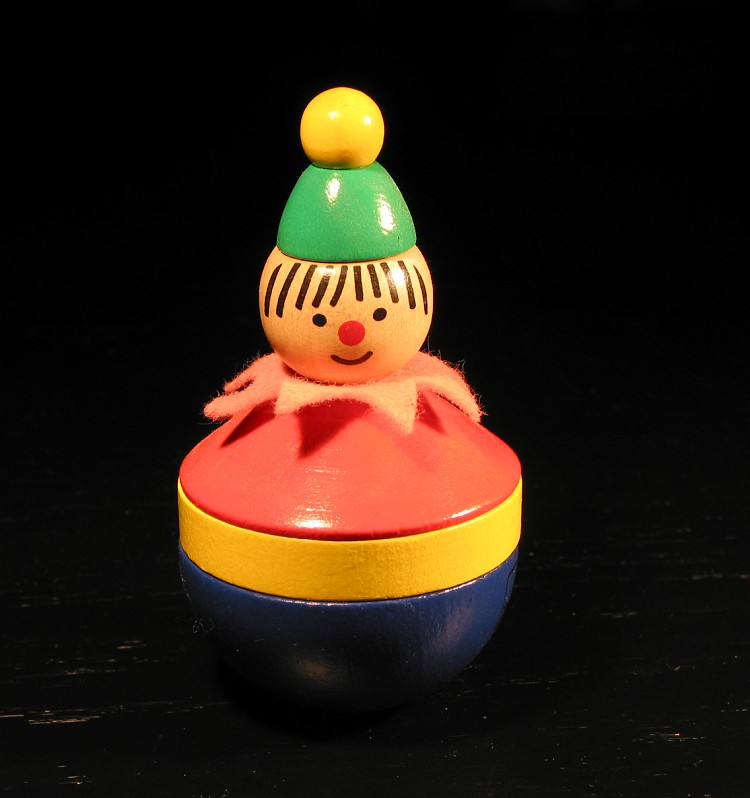
Imatge d'un saltamartí; Cie Dynamogène

Un saltamartí o tossut és un ninot amb la base semiesfèrica que actua de contrapès de manera que després de copejar-lo sempre torna a la posició inicial. El saltamartí és una joguina molt popular entre els nadons per als que s'ofereix en formes i colors cridaners. A l'efecte sensorial provocat pel seu suau moviment, alguns fabricants hi afegeixen el d'un mecanisme musical al seu interior que s'activa en balancejar-lo.

## Història
Les descripcions del principi d'aquesta joguina són coneguts a la Xina com el budaoweng (不倒翁, vell que no cau), des del començament de la dinastia Tang (del segle VII fins a principis de segle X). El model xinès ha inspirat el disseny del ninot tradicional de paper maixé denominat Okiagari koboshi, al Japó, del qual hi ha testimonis al segle xiv.
Els exemplars portats a Europa representen un corpulent personatge d'Orient, i es van anomenar Poussah. Cap al final del segle xviii, a París, el cèlebre John Ramponneau va donar el seu nom a aquest tipus de joguina.
Modernament, s’ha comercialitzat per Hasbro, 1971, com una joguina de la forma i mida d'un ou de gallina, de plàstic decorat, que representa un personatge. Barata i robusta, aquesta joguina va tenir molt d'èxit. La seva característica de tornar a la posició vertical i el balanceig va donar origen al nom utilitzat en països de parla anglesa: Weeble, que vol dir trontollar. Aquestes joguines modernes han estat acompanyades d'una àmplia gamma d'accessoris del mateix fabricant: vehicles, cases, roba. Després d'una aturada en la comercialització, al cap d'un temps es va tornar a oferir a la venda en la dècada del 2000.

## Mecànica

Parts d'un tossut

Cal tenir en compte que un saltamartí té una forma més ampla a la "base" (la part en contacte amb el terra) que a la part "superior", amb la massa distribuïda de manera desigual amb relació a la seva alçada, concentrada principalment en aquesta base.
La conseqüència directa és que el seu centre de massa, i en aquest cas el seu centre de gravetat (tenint en compte un camp gravitatori homogeni) són molt baixos, la qual cosa impedeix al saltamartí que caigui, fins i tot si l'angle que forma amb la vertical és molt gran (vegeu parell de forces). Aquesta propietat es deu també a la forma esfèrica i llisa (baix coeficient de fricció) de la base del saltamartí que en permet el balanceig.
|  |  |  |
|  |  |  |